# بنوآ شرو
بنوآ بنژامن شرو (فرانسوی: Benoît Benjamin Cheyrou‎؛ زادهٔ ۳ مهٔ ۱۹۸۱) بازیکن فوتبال پیشین اهل فرانسه است.
از باشگاه‌هایی که در آن بازی کرده‌است می‌توان به لیل، اوسر، مارسی و تورنتو اشاره کرد.